# 아헨 조약
아헨 조약(공식 명칭: 프랑스-독일 협력 및 통합 조약, 또는 아헨 조약(독일어: Aachener Vertrag, 독일어: Vertrag von Aachen, 프랑스어: Traité d'Aix-la-Chapelle)은 2020년 1월 22일, 서명 후 1년 만에 발효된 독일과 프랑스 간의 주요 사안에 대한 상호 협력을 다루는 양자 협정이다. 이 조약은 2019년 1월 22일 아헨 시청의 대관식 홀에서 앙겔라 메르켈 연방총리와 에마뉘엘 마크롱 대통령이 서명했다.

## 역사
엘리제 조약 갱신 제안은 2017년 9월 26일 에마뉘엘 마크롱이 소르본 대학교 연설에서 처음 제기했다. 엘리제 조약 55주년 기념일에는 마크롱과 앙겔라 메르켈 모두 비즈니스, 사회, 정치, 기술 분야에서 협력을 심화하는 것에 다시 찬성했다.
마크롱 대통령과 메르켈 총리가 새로운 조약을 체결하기 위해 유서 깊은 아헨 시청의 대관식 홀을 선택한 것은 프랑스-독일의 날(2019년 1월 22일), 즉 엘리제 조약 56주년 기념일이었다. 이는 카롤루스 대제의 주요 거주지로서 아헨이 공동 역사를 나타내기 때문이었다.
마크롱과 메르켈 외에도 여러 고위 정치인들이 이 행사에 참석했다. 예를 들어, 클라우스 요하니스 (루마니아 대통령, 2019년 상반기 유럽 연합 이사회 의장), 장클로드 융커 (유럽 위원회 위원장), 도날트 투스크 (유럽 연합 정상회의 상임의장), 아르민 라셰트 (노르트라인베스트팔렌주 주총리) 등이 있었다.

## 내용
아헨 조약은 총 28개 조항으로 구성되어 있다. 조약의 6개 주요 장은 다음과 같다.
1. 유럽 문제
2. 평화, 안보 및 개발
3. 문화, 교육, 연구 및 이동성
4. 지역 및 초국적 협력
5. 지속 가능한 개발, 기후, 환경 및 경제 문제
6. 조직

다른 주제들 중에서도 이 조약의 목적은 문화적 다양성을 강화하고(§9) 양국의 안보 이익을 조율하는 것이다. 독일 문화원과 프랑스 문화원은 아헨 조약을 기반으로 아르빌, 비슈케크, 리우데자네이루, 팔레르모에 공동 문화 기관을 설립할 계획이다.
또한 이 조약은 잠재적인 위기 상황에서 상호 지원을 포함하여 양국의 국방 정책 협력을 강화하는 것을 목표로 한다.
이 조약은 프랑스-독일 의회 의회의 형성에 영향을 미쳤다.

## 비판
이 조약이 체결된 이후 여러 가지 비판이 제기되었다.
- 마린 르펜의 국민연합 당은 아헨 조약이 알자스를 독일에 넘겨주고, 프랑스가 유엔 안전 보장 이사회에서 독일에 자리를 공유하게 될 것이라고 주장했다.[9] 이 주장은 엘리제궁[10]과 르 몽드[11] 및 라 크루아[12] 신문에 의해 반박되었다.

## 같이 보기
- 독일-프랑스 관계
- 쉬망 선언
- 유럽의 역사

## 추가 자료
- 《Vertrag zwischen der Bundesrepublik Deutschland und der Französischen Republik über die deutsch-französische Zusammenarbeit und Integration》 (PDF) (독일어). 2019년 1월 22일. 2019년 1월 31일에 원본 문서 (PDF)에서 보존된 문서. 2019년 1월 22일에 확인함.
- “Signature d'un nouveau traité de coopération et d'intégration franco-allemand” (프랑스어). 2019년 1월 8일. 2019년 1월 31일에 확인함. (NB. Contains the full text of the 프랑스어: Traité entre la République française et la République fédérale d’Allemagne sur la coopération et l’intégration franco-allemandes.)